# Гортанная U
Ꞿ, ꞿ (U с псили, в Юникоде называется гортанная U) — буква расширенной латиницы, используемая  для транслитерации угаритской буквы 𐎜.

## Использование
В транслитерации угаритского письма ꞽ соответствует знаку «𐎜», обозначавшему звук [ʔu]. В северо-западных семитских языках соответствий не имела.